# Paolo Tonon
Paolo Tonon, né le 28 novembre 1989 à Vittorio Veneto, est un archer paralympique italien. Il est médaillé de bronze par équipe lors des Jeux paralympiques de Paris en 2024.

## Biographie
Paolo Tonon perd l'usage de ses jambes dans un accident de voiture à l'âge de 19 ans. Il débute le tir à l'arc en 2021,. Il bat le record du monde W1 en salle en janvier 2024 en marquant 582 points avec 60 flèches lors des championnats d'Italie.
Il participe aux Jeux paralympiques pour la première fois à Paris, en 2024. Classé septième à l'issue du tour de classement de l'épreuve W1, il élimine la tête de série n°2 Bahattin Hekimoğlu avant d'être écarté en demi-finale par l'Américain Jason Tabansky. Il est finalement battu dans la finale pour la médaille de bronze par le Chinois Zhang Tianxin et se classe quatrième. Le lendemain, il décroche la médaille de bronze avec Daila Dameno dans l'épreuve par équipe W1 en battant la paire coréenne,.

## Palmarès
- Jeux paralympiques
  -  Médaille de bronze en W1 par équipe à Paris en 2024 avec Daila Dameno
- Championnats du monde
  -  Médaille d'argent par équipe mixte à Pilsen en 2023 avec Asia Pelliuzzari
- Championnats d'Europe
  -  Médaille de d'or en W1 par équipe mixte à Rotterdam en 2023 avec Asia Pellizzari
  -  Médaille de d'or en W1 par équipe mixte à Rome en 2022 avec Asia Pellizzari
  -  Médaille de d'argent en W1 par équipe à Rotterdam en 2023 avec Maurizio Panella
  -  Médaille de d'argent en W1 par équipe à Rome en 2022 avec Salvatore Demetrico